# Inca Roca
Inca Roca (Cusco, 1350 – Cusco, 1380) è stato un sovrano dell'epoca protostorica della etnia degli Inca. I dati riguardanti la sua vita sono desunti dalle leggende recepite dai cronisti spagnoli dopo la conquista dell'impero andino.

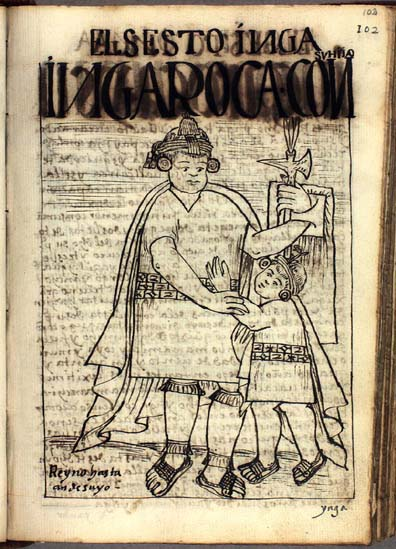
Immagine di Inca Roca secondo Guaman Poma de Ayala.

Si tratta del sesto sovrano della dinastia Inca, il primo della casata degli Hanan-Cuzco.

## Profilo di Inca Roca
Il sesto sovrano della dinastia, Inca Roca appartiene ad un'epoca ancora protostorica, ma le leggende che lo riguardano, per quanto prevalentemente mitiche, sono talmente varie e complesse da meritare la massima attenzione e, se correttamente interpretate, consentono di ricostruire un validissimo profilo della civiltà inca dell'epoca.
Con questo sovrano si attua il passaggio di potere dagli Hurin-Cuzco agli Hanan-Cuzco. L'avvenimento meriterebbe, da solo, una attenta disamina, ma, per meglio comprenderlo, è bene esaminarlo nel contesto del suo avvento al trono, dato che questo episodio è intimamente legato al cambio della fazione dominante nel Cuzco incaico.
Molto interessanti risultano anche i racconti sulla scoperta delle acque, precedentemente ignote, che irrigheranno, da allora in poi, il Cuzco, ma altrettanto significativi sono i resoconti sugli ordinamenti istituiti da Inca Roca che spaziano dalle scuole per i rampolli della classe dirigente fino alle feste pubbliche per tutta la cittadinanza.
Resta poi da considerare il nutrito corpus di leggende che riguardano la complessa vicenda del rapimento del suo erede designato e della sua inaspettata liberazione.
In ultimo, merita di essere esaminata la sua politica di espansione e le conquiste che sono state compiute sotto il suo regno, terminate solo con la morte dello stesso sovrano.

## Passaggio di potere dagli Hurin-Cuzco agli Hanan-Cuzco
Come abbiamo osservato Inca Roca è il primo sovrano appartenente alla metà Hanan-Cuzco, mentre tutti i suoi predecessori erano appartenuti all'altra metà detta Hurin-Cuzco.
Le due parti in cui era diviso il Cuzco, letteralmente alto (Hanan) e basso (Hurin), non avevano una connotazione puramente geografica, ma raggruppavano le varie famiglie (ayllos) degli inca suddivisi in due fratrie distinte e, spesso, contrapposte.
Non è agevole determinare come e perché sia avvenuto questo passaggio di potere, ma possiamo, comunque, avanzare delle ipotesi basandoci sugli elementi di cui disponiamo.
Possiamo affermare, con una certa attendibilità, che questo evento ha avuto dei connotati traumatici che hanno visto coinvolti quasi tutti i centri di potere del Cuzco incaico.
Sicuramente vi partecipò la classe sacerdotale, nemica del predecessore di Inca Roca, Capac Yupanqui e non ne fu estranea neppure la famiglia stessa di quest'ultimo che appare coinvolta nella congiura che determinò la successione.
Non sembra, invece, che abbia partecipato all'evento la componente, diciamo militare, ovvero gli Ayllos custodi che non vengono, in effetti, mai nominati in questo frangente.
Sappiamo che l'Inca Capac Yupanqui era inviso al potere sacerdotale in virtù delle numerose iniziative rivoluzionarie da lui assunte in campo teologico, né possiamo dimenticare che il corpo dei sacerdoti era retto proprio da quel Conde Mayta scartato dalla successione, per quanto fosse il figlio maggiore di Mayta Capac, a beneficio, appunto, di Capac Yupanqui.
Non a caso una delle prime azioni di Inca Roca, appena giunto al potere, fu quella di costruire una reggia per sé in Hanan-Cuzco abbandonando la sede tradizionale dei sovrani in Indicancha, da allora in poi, appannaggio assoluto degli officianti il culto statale.
Si aggiunga, per meglio comprendere l'attitudine di questo sovrano, che mai Inca Roca dette l'impressione di interessarsi a questioni teologiche, operando, di fatto, una sorta di separazione del potere regale da quello sacerdotale.
Per quanto attiene alla partecipazione della famiglia di Capac Yupanqui nel passaggio di potere, dobbiamo, anzitutto rilevare che Murua attribuisce la sua fine al veleno che gli sarebbe stato propinato dalla sorella Chompo Ocllo istigata della moglie stessa del sovrano, Cusi Chimo (Chimbo), meglio conosciuta come Mama Micay.
Anche senza voler riconoscere una attendibilità assoluta alle affermazioni del frate mercedario, non possiamo ignorare che la sposa di Inca Roca fu proprio questa Mama Micay che avrebbe, in seguito, esercitato un ruolo importante nella vita politica del Tahuantinsuyo.
Resta da determinare il perché dell'inerzia degli Ayllos custodi che, sulla scorta di Sarmiento de Gamboa, sappiamo essere i discendenti delle famiglie fondatrici del Cuzco, da sempre preposti alla salvaguardia della persona del sovrano.
Il loro mancato intervento è stato, con ogni probabilità, determinato dall'estensione della congiura che, contagiando anche alcuni dei loro membri, ha paralizzato l'azione di quanti avrebbero potuto sostenere il sovrano aggredito.
Inca Roca, alla luce di queste considerazioni, ci appare come il rappresentante più qualificato della fazione degli Hanan-Cuzco che, con il consenso o su istigazione dei sacerdoti, ha tramato contro Capac Yupanqui, trovando alleati nella sua stessa cerchia familiare.
A congiura ultimata, tutti i cospiratori avrebbero avuto il loro tornaconto. Inca Roca sarebbe divenuto l'Inca supremo, gli Hanan-Cuzco avrebbero conseguito la predominanza politica, i sacerdoti avrebbero riguadagnato i loro privilegi e Mama Micay sarebbe diventata la regina ufficiale di un sovrano più duttile e a lei riconoscente.

## Leggenda delle acque del Cuzco
Tutti i cronisti, nessuno eccettuato, attribuiscono a Inca Roca la scoperta dei due rivi che irrigavano il Cuzco, ancora perfettamente canalizzati quando gli Spagnoli fecero il loro ingresso nella capitale dell'impero.
Il merito e il prestigio che questa impresa apportò al sovrano Inca era notevole presso una società prevalentemente pastorale ed agricola che sull'irrigazione dei terreni basava gran parte della propria economia
Narra la leggenda che Inca Roca, in occasione dei riti della pubertà che terminavano con la foratura dei lobi auricolari, avrebbe provato un dolore vivissimo e che, per non mostrare la sua sofferenza, si sarebbe allontanato dagli altri giovani che, al pari di lui, avevano affrontato la prova di iniziazione.
Cercando sollievo l'Inca si sarebbe sdraiato per terra e, una volta appoggiato il capo sul terreno avrebbe avvertito un rombo sotterraneo.
Questo suono profondo non era altro che il rumore provocato dalle acque sottostanti che scorrevano inavvertite e che, portate alla luce, avrebbero, in seguito, irrigato abbondantemente la città, fino ad allora sofferente per la siccità.
Questa leggenda era talmente assestata presso gli Inca che gli Spagnoli poterono verificare in diverse occasioni le preghiere che gli indigeni rivolgevano a Inca Roca, durante la stagione secca, portando, addirittura, il suo corpo imbalsamato in processione per invocare la pioggia.

## Istituzioni attribuite a Inca Roca
Come abbiamo visto, Mama Micay non era soltanto la consorte legittima del sovrano, ma ambiva ad esercitare un potere politico rilevante nella vita del Cuzco.
I cronisti spagnoli, sulla scorta delle notizie assunte dai loro informatori indigeni, le attribuiscono la istituzione di quelle feste pubbliche che caratterizzeranno, in seguito, la vita dell'impero.
Si trattava di vere e proprie orge pubbliche a cui partecipavano tutti i cittadini del Cuzco.
In occasioni di particolari ricorrenze venivano indette sontuose celebrazioni durante le quali la chicha, la bevanda leggermente alcolica a base di mais fermentato, veniva distribuita con estrema liberalità e consumata ballando danze rituali. L'effetto provocava gioiose ubriacature, ma anche un rilassamento dei costumi solitamente assai morigerati. Il sovrano partecipava direttamente a queste riunioni pubbliche che erano considerate una occasione di consolidamento del sentimento di fedeltà che animava i suoi sudditi.
Anche se l'invenzione di queste gioiose frenesie era dovuta a Mama Micay, sembra che Inca Roca gradisse moltissimo queste manifestazioni di follia collettiva. Egli viene infatti ricordato come un personaggio amante di ogni attività allegra e spensierata. Si contornava di concubine, apprezzava la danza, in cui pare eccellesse e non disdegnava di bere quantità rilevanti di chicha. La sua stessa apparenza denotava un carattere gioioso e sanguigno. Era di imponente statura, aveva una voce tonante e tutto il suo aspetto denotava una forza e un vigore fuori dal comune.
Aveva, però, una particolare attenzione alla conduzione della cosa pubblica e la sua inclinazione verso le feste e i divertimenti non gli impediva di condurre una politica di saggio governo.
Uno dei suoi principali meriti fu la creazione di speciali scuole in cui i giovani delle famiglie nobili dovevano imparare le conoscenze del loro tempo.
Vi si insegnava la storia degli Inca e la tecnica di conservazione dei fatti più importanti che, in assenza di scrittura, venivano registrate su tavole dipinte o sui quipu.
Non erano trascurate le arti, quali la musica e la danza, ma, soprattutto, si dava la massima importanza alle scienze e alla matematica che, con le loro applicazioni pratiche, favorivano l'agricoltura, l'astronomia e l'architettura.

## Rapimento del figlio
Inca Roca appare come un sovrano glorioso, amato dai suoi sudditi che lo consideravano quasi il prototipo di un condottiero forte e coraggioso.
Il sovrano aveva però un debole, rappresentato dall'eccessivo amore che provava verso i suoi figli. Quello che oggi apparirebbe come un merito, all'epoca era considerata una debolezza, almeno per un sovrano, perché, ad un vero capo supremo si richiedeva di subordinare ogni affetto, anche i più intimi, all'interesse del regno.
In effetti la particolare sensibilità di Inca Roca rischiò di rivelarsi fatale per gli interessi degli Inca, perché suggerì alle tribù ostili il mezzo per colpire e rendere inattivo il sovrano del Cuzco.
Pressoché tutti i cronisti hanno riportato le disavventure dell'erede di Inca Roca, ma Sarmiento de Gamboa ha narrato questo evento con una tale dovizia di particolari e con una vivezza di immagini, da far pensare di aver avuto accesso a qualche cantare serbato dalla panaca di Inca Roca o da quella del figlio suo successore.
La storia in questione comincia con il matrimonio di Inca Roca e Mama Micay. Secondo questa versione, la consorte regale sarebbe stata, in gioventù, promessa in sposa al capo della potente tribù degli Ayarmacas nell'ambito di quelle alleanze matrimoniali che regolavano sovente le alleanze nei territori andini. La scelta del capo della tribù dei Huayllaca di cui Mama Micay era figlia si erano, però, orientate verso un accordo con gli Inca e il patto era stato suggellato con le nozze reali.
L'oltraggio era stato vissuto come una sfida dagli Ayarmacas che avevano intrapreso una vera e propria guerra contro gli Huayllaca mettendoli ben presto in serie difficoltà. Impressionati da questa minacciosa pressione i parenti di Mama Micay avevano cercato di placare l'ira dei loro vicini profferendo offerte di pace.
Gli Ayarmacas avevano dimostrato la propria disponibilità a comporre la vertenza, ma avevano posto delle condizioni. Volevano la consegna del figlio di Inca Roca e della principessa fedifraga, il principe Tito Cusi Huallpa che viveva nel Cuzco.
Gli Huayllaca non erano in condizione di rifiutare, ma non sapevano come riuscire a soddisfare tale richiesta. Pensarono di approfittare della loro parentela, invocando la volontà di onorare il principe in vista di attribuirgli, dopo un periodo di apprendimento, la potestà delle loro terre.
Inca Roca, abbagliato dalla invogliante prospettiva di unire, sotto la sua dinastia, territori tanto importanti, accettò di inviare il proprio figlioletto presso i parenti della sua sposa.
Era quello che aspettavano gli Ayarmacas che, avvertiti del suo arrivo, tesero un'imboscata alla sua scorta e trucidarono tutti i soldati che accompagnavano il piccolo Tito Cusi Huallpa, prima di impossessarsi della sua persona.
A questo punto la storia presenta numerose varianti. Secondo alcuni, il capo degli Ayarmacas si incaricò personalmente di uccidere il giovane inca, secondo altri diede l'incarico di sopprimerlo ad uno dei suoi soldati. In un caso come nell'altro l'eccidio non andò a compimento perché il principe, di fronte alla prospettiva della morte, si lasciò andare ad un pianto dirotto. Le sue lacrime non avrebbero certo fatto desistere dai loro propositi dei rudi soldati, ma il suo pianto aveva una caratteristica prodigiosa: le lacrime erano di sangue.
Impressionati da quel fenomeno soprannaturale i carnefici desistettero dal compiere un'azione che ritenevano un'offesa ad una manifestazione sacrale e il giovanetto fu salvo.
La versione che attribuisce al capo degli Ayarmacas la partecipazione personale al tentativo di uccisione prosegue dicendo che il principino fu immediatamente restituito ai suoi genitori con un'offerta di pace.
Quella, invece, che contempla l'intervento di oscuri soldati è più articolata e racconta della consegna del fanciullo a dei pastori, presso i quali sarebbe vissuto alcuni anni, prima di essere riconsegnato ai sovrani del Cuzco che ormai ne piangevano la morte.
In un caso come nell'altro Tito Cusi Huallpa, all'atto del suo ritorno nella capitale degli Inca venne acclamato con l'epiteto di Yahuar Huacac, letteralmente colui che piange sangue e tale nome, da allora, lo avrebbe sempre accompagnato fino ad oscurare quello originario.

## Ultimi anni di Inca Roca
Dopo il fortunato esito del rapimento, Inca Roca avrebbe tenuto, sempre, il figlio prediletto presso di sé ed anzi, nell'intento di garantirgli l'accesso al trono dopo la sua morte, lo avrebbe associato al potere regale fissando, per la prima volta nella storia degli Inca, la pratica del coreinato che avrà numerose applicazioni presso i suoi successori.
Nell'ultimo periodo della sua vita, Inca Roca si trovò impegnato in molteplici guerre, nel tentativo, dichiarato, di ingrandire il potere degli Inca, ma anche e soprattutto per vendicarsi dei nemici, quali gli Ayarmacas, che lo avevano colpito nei suoi affetti più intimi.
Una di queste spedizioni gli fu fatale. Colpito da una freccia, il vigoroso sovrano non dette eccessiva importanza alla ferita, limitandosi a farla medicare da un'esperta guaritrice.
La lesione si sarebbe, però, successivamente infettata e avrebbe condotto alla morte Inca Roca, trasportato in fretta al Cuzco.
La panaca di Inca Roca era quella di Vica Quirao, dal nome di uno dei figli escluso dal trono. Il suo corpo ancora perfettamente conservato fu trovato, all'epoca della Colonizzazione nel villaggio di Ruraca, vicino al Cuzco. Gli indigeni che lo avevano in custodia gli riservavano ogni sorta di onori e, come abbiamo già visto, si rivolgevano alla sua mummia per chiedere la grazia di una pioggia abbondante.
Oltre a Yahuar Huacac Inca Roca ebbe numerosi figli i cui nomi sono diversamente riportati dai vari cronisti. Secondo Cobo, si chiamavano Vica Quirao e Apo Mayta. Per Murua, invece, i loro nomi erano quelli di Paucar Hinga, Huamatassi, Ingas e Vicaquirao detto anche Ypaguaco. Guaman Poma de Ayala assicura che si chiamavano Apo Camac, Ynga Maytac Ynga e le figlie Ypa Uaco Mama Machi.
Per Sarmiento ebbe come figli Inga Paucar Inga, Guaman Taysi Inga e Uicaquirao Inga.
Per Cabello de Balboa oltre a Yahuar Huacac ebbe un solo figlio, Veca Cueroa.
Infine per le Informaciones  a Vaca di Castro i figli si chiamavano Mayta Capac Inga, Yuman Tarsi, Vicaquirao Inga e Cusco Urco Guaranga.